# 巴斯托涅
巴斯托涅（法語：Bastogne，發音：[bastɔɲ] ⓘ，發音：[ˈbɑstəˌnaːkə(n)] ⓘ，發音：[ˈbast(ə)nax]，發音：[ˈbaːʃtnəɕ] ⓘ）是比利时瓦隆大区盧森堡省的一个城市，东与卢森堡大公国接壤，通行法语，是比利时法语社群的一部分，面积172.03平方千米，人口15,894人（2018年1月1日）。
2024年12月2日，市镇贝尔托涅并入巴斯托涅。此次合并使巴斯托涅成为了比利时面积最大的市镇，面积达264.69平方千米，超过了此前以215.34平方千米位居榜首的图尔奈。在人口方面，合并后的巴斯托涅人口31,310，成为了卢森堡省人口第二多的城市，仅次于阿爾隆（31,310），超过了欧邦日（17,845）和马尔什昂法梅讷（17,972）。